# 1712 Angola
För andra betydelser, se Angola (olika betydelser).
1712 Angola eller 1935 KC är en asteroid i huvudbältet som upptäcktes 28 maj 1935 av den sydafrikanske astronomen Cyril V. Jackson i Johannesburg. Det har fått sitt namn efter det afrikanska landet Angola.
Asteroiden har en diameter på ungefär 66 kilometer.